# 1890 في الجزائر
فيما يلي قوائم الأحداث التي وقعت خلال عام 1890 في الجزائر.

## الحكم
- .الإحتلال الفرنسي

## مواليد
- الطاهر بن عبد السلام – شاعر جزائري ولد في سوق أهراس وتوفي فيها سنة 1949م.